# ТЕС Радес Карфаген
36°47′56.4″ пн. ш. 10°17′11.4″ сх. д. / 36.799000° пн. ш. 10.286500° сх. д.
ТЕС Радес Карфаген – теплова електростанція в Тунісі, споруджена за технологією комбінованого парогазового циклу. 
В Тунісі виробництвом електроенергії традиційно займалась державна Société Tunisienne d’Électricité et du Gaz (STEG). Станція Радес Карфаген стала першим проектом, який реалізував пул приватних інвесторів. Створений у кінці 1990-х, він включав японську Marubeni та дві енергетичні компанії із штаб-квартирами в США – PSEG Enterprises та Sithe Energies. Остання спочатку продала свою частку партнерам, а вже після введення станції в експлуатацію PSEG Enterprises поступилась участю на користь BTU Power (має штаб-квартири у США і Абу-Дабі та входить до британської BTU Group). 
Для розміщення станції обрали район на сході столиці країни, на косі, яка відділяє озеро Туніс від Середземного моря. Тут вже діяла конденсаційна електростанція згаданої вище державної компанії STEG Радес І у складі двох енергоблоків А та В (1985 та 1998 роки) загальною потужністю 678 МВт. Єдиний блок нової ТЕС обладнали двома газовими турбінами компанії General Electric типу 9001E (PG9171E) потужністю по 115 МВт та однією паровою турбіною компанії Alstom TURCO 122 потужністю 241 МВт. Зв’язок між ними забезпечує котел-утилізатор Aalborg Denmark із допоміжними пальниками. Для охолодження використовується морська вода.
ТЕС Радес Карфаген має коефіцієнт паливної ефективності 44%, який значно краще від показників туніських конденсаційних та газотурбінних електростанцій, проте суттєво поступається спорудженій на десяток років пізніше на основі тієї ж технології комбінованого циклу станції Ghannouche.
Можливо також відзначити, що у 2017 році державна компанія STEG підписала з японськими Mitsubishi та Sumitomo угоду про спорудження на промисловій площадці Радес ще одного енергоблоку потужністю 450 МВт.